# Sanem
Sanem é uma comuna do Luxemburgo, pertence ao distrito de Luxemburgo e ao cantão de Esch-sur-Alzette.

## Demografia
Dados do censo de 15 de fevereiro de 2001:
- população total: 13.041
  - homens: 6.418
  - mulheres: 6.623

- densidade: 534,03 hab./km²
- distribuição por nacionalidade:

| Nacionalidade  | População | %      |
| -------------- | --------- | ------ |
| luxemburgueses | 9.933     | 76,17% |
| estrangeiros   | 3.108     | 23,83% |
| - portugueses  | 977       | 7,49%  |
| - franceses    | 471       | 3,61%  |
| - italianos    | 848       | 6,50%  |
| - belgas       | 165       | 1,27%  |
| - alemães      | 109       | 0,84%  |
| - iuguslavos   | 267       | 2,05%  |
| - outros       | 271       | 2,08%  |

- Crescimento populacional:

| Ano        | População |
| ---------- | --------- |
| 15/02/2001 | 13.041    |
| 01/01/2002 | 13.276    |
| 01/01/2003 | 13.505    |
| 01/01/2004 | 13.674    |
| 01/01/2005 | 13.864    |